# Grace O’Malley

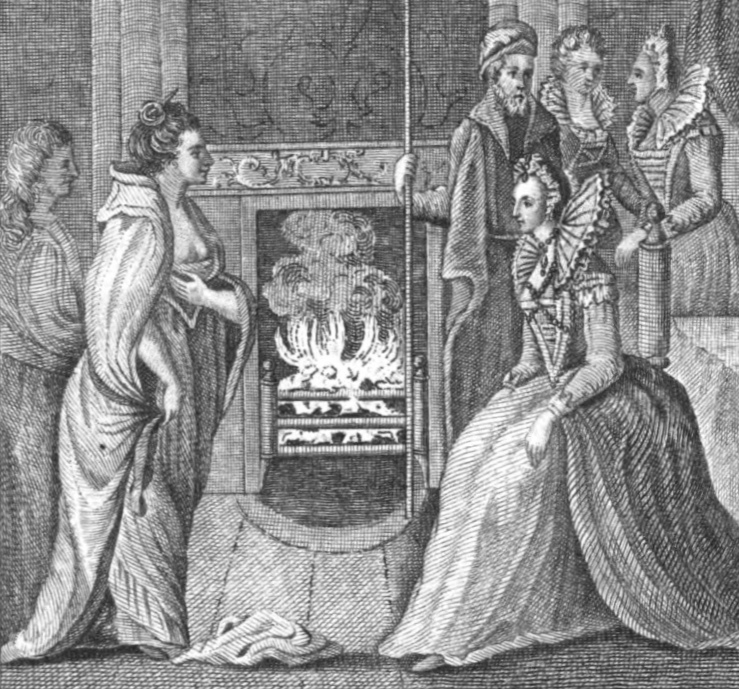
Grace O’Malley und Elisabeth I. Darstellung von 1793, 200 Jahre später.

Gráinne Ní Mháille (ˈgrɑːnʲə niː ˈvɑːlʲə), genannt Granuaile (ˈgraːnʲuəlʲə), auch Gráinne Mhaol [ˈgrɑːnʲə viːl] (maol [miːl] bedeutet im Irischen „glatzköpfig“ oder „gestutzt“), englisch Grace O’Malley (* 1530 auf Clare Island im Westen Irlands; † 1599 oder 1603 vermutlich auf Rockfleet Castle), war eine irische Piratin und wichtige Person der irischen Geschichte in der frühen Neuzeit. Um ihr Leben und ihre Taten als militärische Gegenspielerin der englischen Politik gegenüber Irland im Zeitalter der englischen Königin Elisabeth I. ranken sich viele Legenden und Erzählungen.

## Leben

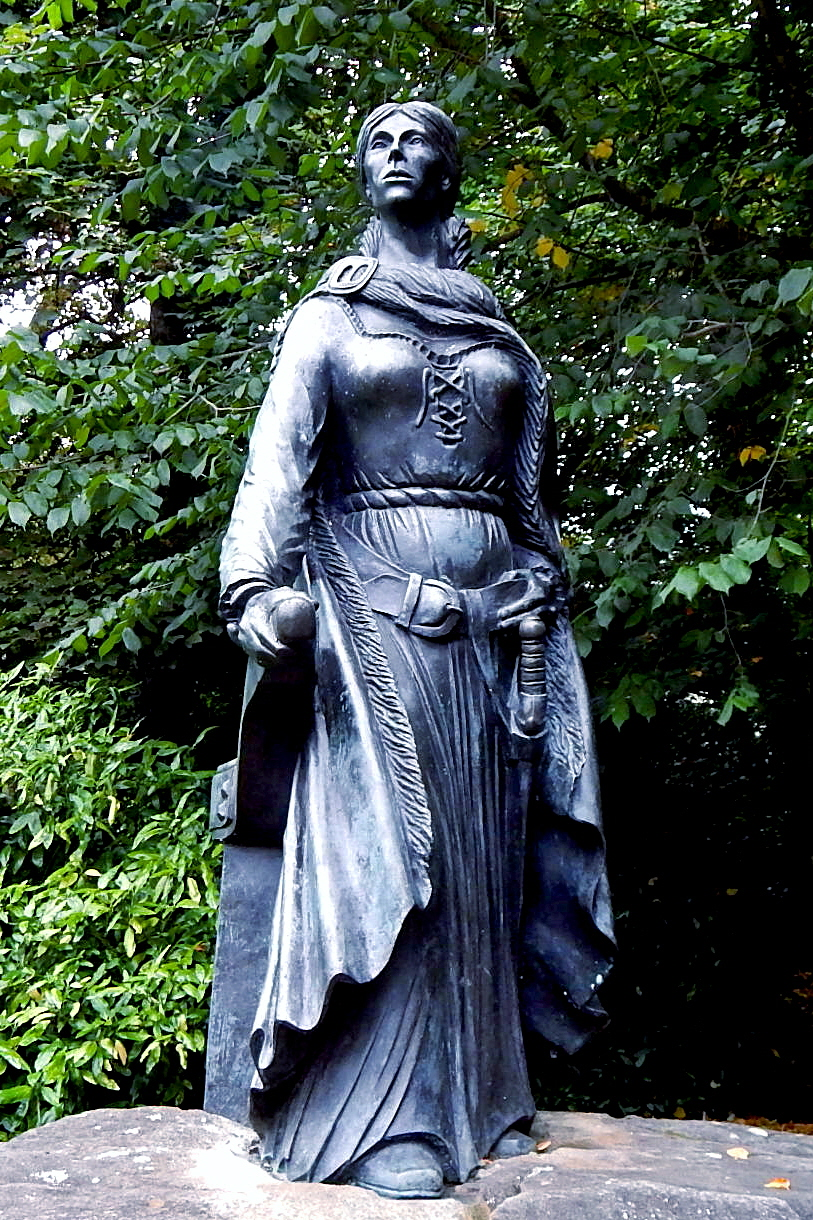
Statue von Grace O’Malley am Westport House

Gráinne Mhaol Ní Mháille (in den irischen Liedern auch Granuaile, Grania genannt, anglisiert Grace O’Malley) wurde um 1530 als Tochter des irischen Clanchefs Owen Dubhdara („Schwarzeiche“) O’Malley (irisch Eoghan Dubhdaire Ó Máille) und dessen Frau Margaret geboren. Sie stammt damit aus dem Clan der O’Malleys (irisch Uí Mháille). Gráinne wuchs in einem Gebiet mit andauernder Bedrohung vom Lande und von Wasser her auf und begeisterte sich schon als Kind für Meer und Navigation. Nach einigen Quellen soll sie auf See geboren worden sein. Piraterie war dort damals häufig. Gráinne Vorfahren waren legendäre Seefahrer, ihr Vater besaß eine Fischerflotte und verkaufte Salzheringe. Das Handwerk des Navigierens war daher in der Familie präsent und wurde an sie weitergegeben. Insgesamt beherrschte sie fünf Sprachen fließend: erst Gälisch und Latein, dann Französisch, Spanisch und Griechisch, jedoch kein Englisch.
Mit 16 heiratete sie Dónall an Chogaidh (Donall von den Schlachten, eigentl. ir. Dónall Ó Flaithearta, Donall O’Flaherty), den Anführer des O’Flaherty-Clans (Ó Flaithearta), welcher seit etwa 1500 auf Aughnanure Castle in Connemara saß. Sie hatten drei Kinder: Eoghan (Owen), Maor (Murrough) und Margaret. Dónall fiel im Kampf. Nun übernahm Gráinne die Verteidigung der Burg, auch gegen die Engländer. Ihr Erfolg verschaffte und sicherte Gráinne eine eigene Anhängerschaft, ungewöhnlich für eine irische Frau dieser Zeit. Das irische Gesetz jener Zeit erlaubte Frauen keine Clanführerschaft, daher konnte sie Donalls Nachfolge nicht antreten. Sie kehrte mit einer großen Zahl von ergebenen Gefolgsleuten nach Clare Island zurück, übernahm die Flotte ihres Vaters und wurde Piratin. Es gelang ihr, mit geplanten und erfolgreichen Piratenfahrten reich zu werden. Ihr zweiter Ehemann war Richard an Iarainn (anglisiert Richard in Iron), der 1583 starb, als Gráinne im Gefängnis saß.
Sowohl der Clan der O’Malleys als auch der Clan der O’Flahertys lebten von der See. Sie trieben Handel, aber plünderten auch Schiffe und Küstenorte. Gráinne übernahm etliche Burgen bzw. ließ sie errichten. Sie dehnte ihre Raubzüge aus, ihre Gefolgschaft wuchs an, und sie geriet damit in Konflikt mit England. Königin Elisabeth I. von England trieb die Kolonialisierung Irlands voran und setzte ein Kopfgeld auf Gráinne aus. Sir Richard Bingham (ab 1584 Statthalter in Galway) ging massiv gegen Gráinne Ní Mháille vor. Anfangs gelang es ihr, sich gegen die Engländer zu behaupten. Bei einem Gefecht geriet sie in Gefangenschaft und wurde 1578 in Limerick in ein Verlies gesperrt, später in Dublin. Sie konnte auf ungeklärte Weise entkommen.
Schließlich wandte sie sich mit einer Petition an Königin Elisabeth I. und bat um Schutz und auch darum, dass ihre Söhne das Familienland behalten sollten. Bei einem persönlichen Besuch an Elisabeths Hof 1593 rechtfertigte sie ihre Seeattacken als die einzige Möglichkeit, den Lebensunterhalt ihrer Leute zu sichern. Als Gegenleistung für Elisabeths Entgegenkommen bot sie an, „ihr Leben lang mit Schwert und Feuer“ alle Feinde Englands zu bekämpfen.
Trotz Warnungen von Seiten Binghams wurde Ní Mháille Schutz gewährt und sie in allen Punkten freigesprochen. Gráinne Ní Mháille sah sich als eine Königin und somit als Elisabeth I. ebenbürtig, außerdem erkannte sie die englische Königin nicht als die Königin Irlands an. Ihr Gespräch wurde in Latein geführt, da Ní Mháille kein Englisch und Elisabeth kein Irisch sprach. Elisabeth ließ die gefangenen Söhne Tibbot Burk (ir. Tibóid na Long(a) – Tibbot oder Theobald von den Schiffen, aus 2. Ehe) und Murrough O’Flaherty (Maor Ó Flaithearta) sowie ihren Halbbruder Dónall na Piopa (Donall O’Piper, Donall mit der Pfeife) von Ní Mháille frei. Beide Söhne von Gráinne Ní Mháille wurden nach englischem Recht als Clanführer etabliert. Sie selbst durfte ihre Raubzüge fortsetzen, allerdings unter englischer Flagge. Ihre Forderungen an Elisabeth wurden nur zum Teil erfüllt, weswegen Ní Mháille die irischen Rebellen weiterhin unterstützte.
Gráinne Mhaol Ní Mháille starb nach einigen Quellen am 18. Juni 1599, nach anderen erst 1603. Ihr Todesort ist unsicher, diskutiert wird Burg Rockfleet. Manche Forscher vermuten, dass ihre Leiche in der Familiengruft in der St. Brigid’s Abbey auf Clare Island beigesetzt wurden.

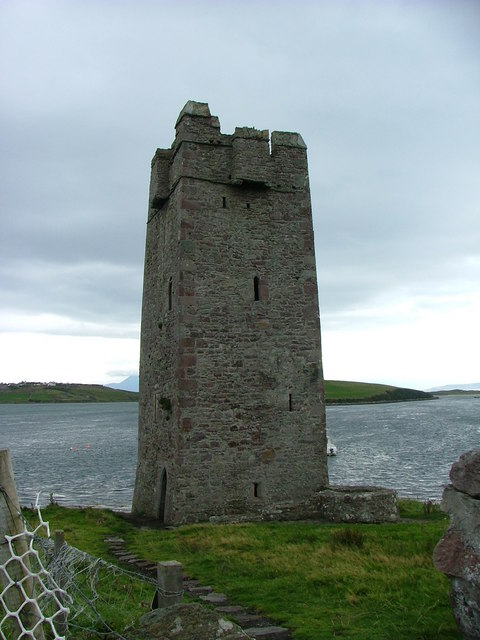
Grace O’Malley‘s Tower house

Von ihren zahlreichen Burgen stehen noch Rockfleet Castle (1574 erbaut, englisch Carrickahowley Castle, von irisch Caisleán Charraig an Cabhlaigh), ein Wohnturm am Rande der Clew Bay, Burg Carrick-Kildawnet (irisch: Caisleán Charraig Chilldamhnait, auch Caisleán Ghráinne – Gráinnes (Graces) Burg), ein Wohnturm auf der Achill Insel und der Donjon auf der Insel Clare (Clare Island Castle, irisch: Caisleán Oileán Cléire). Weitere Burgen wie Aughnanure (irisch Caisleán Achadh na nIubhar (Eibenfeldburg)) und Hen (irisch Caisleán-an-Cearca) im Lough Corrib liegen teilweise bzw. völlig in Ruinen. Ihr Sohn Tibbot wurde 1629 hinterrücks ermordet. Sein Grab in der Abtei Ballintober in der Grafschaft Mayo kann besichtigt werden.

## Spätere Rezeption
Es gibt nur wenige Schriftquellen über ihr Leben. Granuaile war nicht nur wegen ihrer erfolgreichen Raubzüge, sondern auch wegen ihrer angeblichen Milde gegenüber den Mannschaften der eroberten Schiffe populär. Sie wurde „Queen of Connaught“ und „The Pirate Queen“ genannt und hatte den Status einer Nationalheldin.
Zahlreiche irische Balladen und Gedichte handeln von Granuaile. Das Volkslied Oró Sé Do Bheatha ’Bhaile (Oro, du bist willkommen zuhause) besingt die Heimkehr von Grace O’Malley nach ihrer Gefangenschaft und wird noch heute den Kindern beigebracht. Sinéad O’Connor interpretierte das Lied auf ihrem 2002 erschienenen Album Sean-Nós Nua.
1985 nahm der irische Komponist Shaun Davey seine Kantate „Granuaile“ über das Leben Ní Mháilles auf. Das Stück wurde in Cork uraufgeführt, wie bei der Aufnahme mit Rita Conolly (Alt) und Liam O’Flynn (Uilleann Pipes).
Seit dem 5. April 2007 läuft nach den seit dem 6. März laufenden Vorschauen das Musical „The Pirate Queen“ über das Leben O’Malleys im Hilton Theater am Broadway in New York. Dort wird Grace O’Malley von Stefanie J. Block verkörpert.
Im Westen Irlands, Gráinnes Heimat, ist ihr in Louisburgh, Grafschaft Mayo am Atlantik, ein Museum gewidmet.
1991 veröffentlichte der deutsche Autor Manfred Böckl den Roman Die neun Leben der Grainne O’Malley. Die Abenteuer einer irischen Piratin. Im selben Jahr erschien auch Ich – Grace O’Malley von Franjo Terhart.